# Бежин луг (местность)
Бе́жин луг — историческая местность в Чернском районе Тульской области в излучине реки Снежедь рядом с деревней Бежин Луг и селом Стекольная Слободка. В XVII—XX веках луг был частью родовой усадьбы Тургеневых в селе Тургенево (ныне деревня Красное Тургенево). С 2014 года входит в историко-культурный и природный музей-заповедник И. С. Тургенева «Бежин луг».

## История

### При Тургеневых
На плане Генерального межевания 1778 года территория современного Бежина луга указана как «Рудинская пустошь Бригадира Ивана Андреевича Лутовинова». Прилегающую к лугу «пустошь Федотову что под Руденским болотом» бригадир Иван Андреевич Лутовинов купил в 1782 году у секунд-майора Николая Петровича Протасова. Все эти землевладения перешли затем к матери писателя Ивана Тургенева — Варваре Петровне Тургеневой. Первое подробное описание Бежина луга встречается в 1833 году в «Экономических примечаниях Чернского уезда»:
Пустошь Рудинская, что под Руденским болотом, Полковницы Варвары Петровой дочери Тургеневой. Речки Снежеди на правой стороне. Пашни 37 десятин, сенных покосов — 22 десятины, лесу — 10 десятин, неудобных мест — 2 десятины 20 сажень, всего 71 десятина 1833 сажени. Земля сероглинистая, на коей из посева родится лучше рожь, овес, греча, просо и пшеница, а прочий хлеб и сенные покосы средственны, лес дровяной, ивовый, осиновый и березовый в нём звери, зайцы, волки, птицы, тетерева и разного рода мелкие, в полях перепела и жаворонки.
В то время топоним Бежин луг ещё не встречается в официальных документах и на топографических картах. Исследователями были выдвинуты три версии происхождения данного названия. Согласно первой, Бежин луг служил пристанищем для беглых крепостных крестьян и поэтому получил такое название. Однако у этой версии нет документальных подтверждений, также как и не сохранилось никаких преданий об этом среди местных жителей. По другой версии луг назван по фамилии возможного бывшего владельца местности, однако среди владельцев луга помещики Бежины не встречаются. Третья версия связана непосредственно с рассказом Ивана Тургенева «Бежин луг», действие которого происходит на берегах реки Снежедь в Чернском уезде Тульской губернии. В пяти верстах от Бежина луга находилась деревня Бежина, принадлежавшая коллежскому регистратору Николаю Петровичу Сухотину, родственнику Тургеневых. Рядом с деревней был большой кусок земли, который носил название Бежина пустошь или Бежин верх, и принадлежал Варваре Петровне Тургеневой. За деревней Бежино начинались Троицкие леса, где неоднократно охотился писатель, поэтому он должен был знать о существовании этой пустоши. Исходя из этого выдвигается предположение, что Иван Тургенев сознательно поменял некрасивое название луга Рудинское болото на более благозвучное Бежин луг, которое со временем прижилось.
В 1855 году по раздельному акту Бежин луг отошел к брату писателя Николаю Сергеевичу Тургеневу. Бежин луг встречается в переписке Николая Тургенева с управляющим Порфирием Константиновичем Маляревским. В письме от 3 июля 1876 года Порфирий Маляревский сообщает о буре в селе Тургенево 1 июля 1876 года:
Многоуважаемый и многолюбимый дядя Николай Сергеевич. Долго-долго не было дождя — жара стояла ужасающая. Часа в 3 дня по направлению от Черни встала смоляная туча. К 6ти её ветром разорвало надвое и половинки пошли в обход Тургенева. Правая половина тучи зайдя от Бежина луга вдруг ринулась с страшным ветром к левой уже ушедшей половине… Все разразилось над Тургеневым и ушло над котловиною Снежеда с его оврагами… У меня были совершенно скошены Стрелица и Бежин. На Малом Снежедке прошло все благополучно, но на Большом скошенного сена как не бывало. На Петровской мельнице утонул сам мельник и Тургеневский крестьянин Кирила Павлов.
После смерти Николая Тургенева Бежин луг, славившийся заливными лугами и лесными выгонами, перешёл к родственнику Тургеневых Порфирию Константиновичу Маляревскому, а затем его дочери Анне Порфирьевне Лауриц. В 1908 году общество крестьян деревни Стекольная Слободка через земельный банк выкупило Бежин луг у прежних хозяев.

### Советские годы

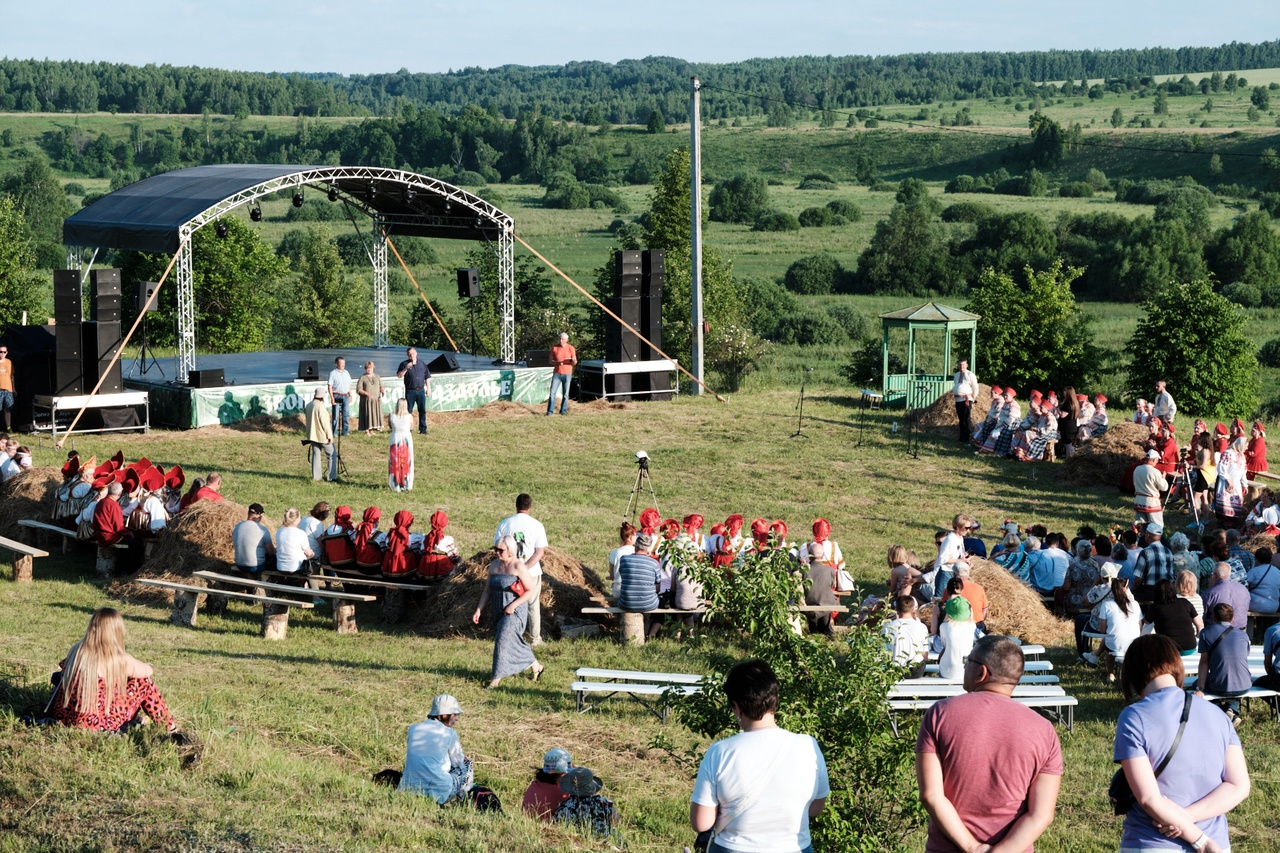
Фестиваль «Песни Бежина луга»

В первые годы советской власти территория Бежина луга входила в колхоз «Венера» площадью примерно 30 гектар. Вскоре в его холмах нашли залежи известняка, который без дальнейшей переработки шел на строительство дорог. Первые попытки разработки гравийного карьера относятся к 1930-м годам. Активно карьер на Бежином лугу стали осваивать после Великой Отечественной войны, когда начались большие восстановительные работы. Самый пик работ относится к 1960-м — началу 1970-х годов. Только за 1971 год Чернским дорожным управлением с Бежина луга было вывезено 12 тысяч кубометров гравия.
Первая попытка прекратить разработку карьера на Бежином лугу относится к 1969 году, когда Тульский облисполкомом принял решение о признании Бежина луга памятником местного значения. В связи с этим территорию Бежина луга сократили с 60 до 18,5 гектаров, то есть до территории собственно луга. Лугу было присвоено название «Культурное пастбище № 7 колхоза имени И. С. Тургенева». При этом на самом карьере, получившем название «Карьер Бежин луг», продолжилась добыча гравия. В последующие годы в официальных документах луг значился под названиями «Лужок», «Этот лужок», «Поле № 7» и «Культурное пастбище».
Разработка карьера на Бежином лугу была прекращена 8 января 1973 года постановлением Чернского РК КПСС. Территория луга была спланирована гусеничными тракторами, через весь луг была прокопана траншея для устройства поливных полей, а на его склонах посажены деревья. Однако потоки песка, глины и щебня из гравийного карьера нарушили естественную дренажную систему, и луг начал заболачиваться.

### Современность
С 1983 года на территории луга проводится ежегодный литературно-песенный праздник «Песни Бежина луга». В 2014 году Бежин луг включён в историко-культурный и природный музей-заповедник И. С. Тургенева «Бежин луг». Нынешний Бежин луг мало напоминает тургеневский: лес вокруг луга вырублен, а гравийный карьер уничтожил высокие холмы.